# Siphotextulariinae
Siphotextulariinae es una subfamilia de foraminíferos bentónicos de la familia Textulariidae, de la superfamilia Textularioidea, del suborden Textulariina y del orden Textulariida. Su rango cronoestratigráfico abarca desde el Eoceno hasta la Actualidad.

## Clasificación
Siphotextulariinae incluye a los siguientes géneros:
- Karrerotextularia
- Plecanium †
- Siphoscutula †
- Siphotextularia
- Textulina

Otro género considerado en Siphotextulariinae es:
- Textularinella, aceptado como Karrerotextularia